# Bouconville
 Bouconville  es una población y comuna francesa, en la región de Champaña-Ardenas, departamento de Ardenas, en el distrito de Vouziers y cantón de Monthois.
Está integrada en la Communauté de communes de l'Argonne Ardennaise.

## Demografía
| 205 | 281 | 299 | 311 | 372 | 381 | 361 | 331 | lac. | lac. | 355 | 355 | 307 | 292 | 293 | 247 | 243 | 242 | 224 | 196 | 159 | 118 | 133 | 133 | 118 | 130 | 125 | 111 | 84 | 65 | 55 | 55 | 49 | 49 |
| Para los censos de 1962 a 1999 la población legal corresponde a la población sin duplicidades (Fuente: INSEE [Consultar]) |     |     |     |     |     |     |     |      |      |     |     |     |     |     |     |     |     |     |     |     |     |     |     |     |     |     |     |    |    |    |    |    |    |